# ダーティ・ダンシング
『ダーティ・ダンシング』（Dirty Dancing）は、1987年のアメリカ合衆国製作の青春恋愛映画。エレノア・バーグスタイン脚本、エミール・アルドリーノ監督、ジェニファー・グレイ、パトリック・スウェイジ、シンシア・ローズ、ジェリー・オーバック出演による。家族と共に夏休みを過ごすティーンエイジャーの女の子が、父に逆らってダンスのインストラクターと恋に落ちるという内容である。映画のほぼ3分の1を占めるのが、『ハイスクール・ミュージカル』でも有名なケニー・オルテガ振付によるダンス・シーンで、映画ラストは「映画史上、最も鳥肌だつダンス・シーン」として知られている。
当初は、新しいスタジオであるグレート・アメリカン・フィルムズ合資会社が、すでにブロードウエイで活躍していたオーバックを除いて無名俳優による出演で撮影した低予算映画であったが大ヒットし、2009年までに世界で2億1,400万ドル以上をあげた。ホームビデオとしても100万部以上売れた初めての作品であり、ジミー・アイナーがエグゼクティブ・プロデューサーを務めるサウンドトラックから『Dirty Dancing』など2枚のアルバムがプラチナディスクを獲得し、その中の『タイム・オブ・マイ・ライフ』（(I've Had) The Time of My Life）はゴールデングローブ賞、アカデミー歌曲賞、グラミー賞最優秀ポップ・デュオ/グループ・パフォーマンス賞を受賞した。この映画を基に、2004年にはリブート版『ダンシング・ハバナ』が製作され、オーストラリア、ヨーロッパ、北アメリカで上演された舞台版はチケットが完売した。
2011年、振付を担当したケニー・オルテガ監督によるリメイク版が製作されることが発表された。しかし2012年6月8日、ライオンズゲートは出演者の都合により早くても2014年になるとして製作の延期を発表した。2015年2月、劇場映画ではなくテレビ映画として予定されたが、2015年7月、公式にキャンセルとなった。
2009年からノースカロライナ州レイク・ルーアにてダーティ・ダンシング・フェスティバルが開催されている。

## あらすじ
1963年の夏、17歳のニューヨーカー、ベイビーことフランシス・ハウスマン（ジェニファー・グレイ）は、裕福なユダヤ系アメリカ人家族と一緒にキャッツキル山地にあるケラーマンの家族向けリゾートに避暑にやってくる。2人姉妹の妹であるベイビーはマウント・ホリヨーク大学に進学して開発途上国の経済学を学び、平和部隊でボランティアに取り組む予定だった。彼女の名は合衆国内閣初の女性閣僚フランシス・パーキンスにちなんでつけられた。彼女の父ジェイク（ジェリー・オーバック）は、リゾートのオーナー、マックス・ケラーマン（ジャック・ウェストン）の担当医で友人である。ベイビーはマックスの生意気な孫ニール(ロニー・プライス)と友達になる。
滞在中ベイビーはリゾートでダンスのインストラクターを務める、労働者階級のエンタテイメント・スタッフのリーダーであるジョニー・キャッスル（パトリック・スウェイジ）に夢中になる。リゾートを散歩中ベイビーはジョニーの優しいいとこのビリーと偶然会い、彼がスイカを従業員控室に運ぶのを手伝う。そこで彼らのシークレット・パーティーと彼らが踊る「ダーティ・ダンシング」つまりマンボを初めて目にする。このダンスに興味を持ったベイビーはジョニーに即興でダンスを教わる。
その後ベイビーは、ジョニーのダンス・パートナー、ペニー・ジョンソン（シンシア・ローズ）がロビー・グールド（マックス・カンター）の子を妊娠して取り乱す場面に出くわす。ロビーは女たらしのウェイターで、ベイビーの姉リサ（ジェーン・ブラッカー）にも近づいていた。ロビーの「大事にされる人もいれば、されない人もいる（Some people count, some people don't.）」という言葉で、彼が妊娠に責任を持つつもりがないことを知ったベイビーは、ペニーの違法中絶手術の費用を父に出してもらおうとする。ベイビーは金銭の使途を秘密にして父は最初は渋るがベイビーを信用して結局与える。彼らを助けようとベイビーは、ジョニーとペニーが近隣リゾートのシェルドレイクで毎年取り組んできた重要なパフォーマンスでペニーの代役を務めることになる。ジョニーからダンスを教わるうち、ベイビーの雰囲気も変わり、恋が芽生える。シェルドレイクでの彼らのパフォーマンスはほぼ成功に終わったが、ベイビーはまだダンスのクライマックスでのリフトを怖がっており、その部分は完成していなかった。
ケラーマンのリゾートに戻ると、ペニーのヤミ中絶手術が失敗し、ペニーが痛みに苦しんでいることを知る。ベイビーは父に助けを求めるが、ジョニーがペニーの責任を持つと語ったことから父はペニーを妊娠させたのがジョニーだと勘違いする。ペニーの治療は成功するが、父はベイビーが信用を裏切ったことに激怒し、ジョニーやその友人たちと一切関わるなと命ずる。しかしベイビーはその夜、父の言いつけに背き彼の部屋に会いに行き、親密なダンスを踊り一夜を共にする。ジョニーとベイビーの関係は続くが、父に交際を伝えることができず口論となる。ベイビーが彼に会いに行きすぐに仲直りするが、これをロビーが目撃してベイビーを侮辱する。ジョニーは怒り、彼を殴る。
ジョニーはリゾート客モー・プレスマンの財布を盗んだという嫌疑をかけられ、アリバイが証明できない。彼のクビを防ぐためベイビーは、その夜自分がジョニーと一緒にキャビンにおり、彼が犯人ではありえないと証言する。シュマッカー夫妻がプレスマンの財布を盗んだことが明らかになり、ジョニーの窃盗容疑は晴れる。しかし客であるベイビーと関係を持ったために結局クビにされる。しかしベイビー の献身的な行為に、ジョニーは「たとえ何を犠牲にしてでも、他人を助けようとする意志を持つ人々が存在する」ことを理解する。
最後のタレント・ショーで父はロビーに医大の学費の足しに小切手を渡そうとすると、ロビーはペニーを妊娠させたことを軽く謝罪し彼女を侮辱し、父は怒って小切手を奪い返す。クビになったにも関わらず、シーズンの最後のダンスをベイビーと踊るためにジョニーがリゾートに戻ってきて皆を驚かせる。ベイビーの席を決めたハウスマン家を批判して、この映画で最も有名なセリフ「誰もベイビーを離したりしないさ(Nobody puts Baby in a corner. )」を口にし、ジョニーは家族のテーブルからベイビーを引っ張り出して舞台へ連れて行き、すでに始まっていた演目を中断させる。ジョニーは「フランシス」(ベイビー)がいかに自分を向上させたかを語り、『タイム・オブ・マイ・ライフ』でのジョニーとベイビーのダンスが観客を魅了し、ベイビーは恐れを克服してジョニーが彼女を空中に高くリフトして初めて成功する。部屋はナイトクラブと化し、スタッフもパトロンも、共に踊るのである。
ダンスの後、父はペニーを妊娠させたのがジョニーだと勘違いしていたことを認めてジョニーに謝罪し、ベイビーのダンスを称賛する。

## キャスト
| 役名                               | 俳優                         | 日本語吹替   | 日本語吹替   |
| 役名                               | 俳優                         | フジテレビ版 | Netflix版    |
| ---------------------------------- | ---------------------------- | ------------ | ------------ |
| フランシス・"ベイビー"・ハウスマン | ジェニファー・グレイ         | 岡本麻弥     | 林奏絵       |
| ジョニー・キャッスル               | パトリック・スウェイジ       | 山形ユキオ   |              |
| ジェイク・ハウスマン               | ジェリー・オーバック         | 山内雅人     | 藤田健彦     |
| ペニー・ジョンソン                 | シンシア・ローズ             | 高島雅羅     | 広江美奈     |
| マックス・ケラーマン               | ジャック・ウェストン         | 宮川洋一     | 中野健治     |
| リサ・ハウスマン                   | ジェーン・ブラッカー         | 藤生聖子     | 工藤史子     |
| マージョリー・ハウスマン           | ケリー・ビショップ           | 此島愛子     | 青紀ともこ   |
| ニール・ケラーマン                 | ロニー・プライス             |              | 中山裕康     |
| ロビー・グールド                   | マックス・カンター           | 古田信幸     | 神保良介     |
| ティト・スアレス                   | チャールズ・"ホニ"・コールズ | 北村弘一     | 六川潔       |
| ビリー・コステッキ                 | ニール・ジョーンズ           | 茶風林       | 早川孝史     |
| マジシャン                         | "カズン・ブルーシー"・モロー | 秋元羊介     | 中村だいぞう |
| スタン                             | ウェイン・ナイト             | 島香裕       |              |
| シュマッカー夫人                   | ポーラ・トルーマン           | 京田尚子     | 本田毬樹     |
| シュマッカー                       | アルヴィン・マイエロヴィッチ |              | 六川潔       |
| ヴィヴィアン・プレスマン           | ミランダ・ギャリソン         | 沢田敏子     | 杉村こずえ   |

- フジテレビ版：初回放送1989年9月2日『ゴールデン洋画劇場』 ※Blu-ray Disc＆コレクターズ・エディションDVDに収録。

## サウンドトラック
1. ビー・マイ・ベイビー – ザ・ロネッツ
2. 恋はヤセがまんBig Girls Don't Cry – フランキー・ヴァリ and フォー・シーズンズ
3. ホエア・アー ・ユー・トゥナイトWhere Are You Tonight? – トム・ジョンストン
4. Do You Love Me – コントゥアズ
5. Love Man – オーティス・レディング
6. Stay – モーリス・ウイリアムズ・アンド・ザ・ゾディアックス
7. ハングリー・アイズHungry Eyes – エリック・カルメン
8. Overload – ザッパコスタ
9. Hey! Baby – ブルース・チャネル
10. De Todo Un Poco – メロン
11. Some Kind of Wonderful – ドリフターズ
12. These Arms Of Mine – オーティス・レディング
13. Cry to Me – ソロモン・バーク
14. Will You Love Me Tomorrow – シュレルズ
15. Love Is Strange – ミッキー&シルヴィア
16. You Don't Own Me – ブロウ・モンキーズ
17. Yes – メリー・クレイトン
18. 夜のしじまにIn the Still of the Night – ファイヴ・サテンズ
19. She's Like the Wind – パトリック・スウェイジ
20. タイム・オブ・マイ・ライフ(I've Had) The Time of My Life – ビル・メドレー and ジェニファー・ウォーンズ

- "Note": リサ役のジェーン・ブラッカーが『Hula Hana 』を作曲した[16]

## 制作

### 制作準備
『ダーティ・ダンシング』は、脚本家エレノア・バーグスタイン自身の子ども時代の経験に基づいて描かれている。彼女はニューヨークのユダヤ人ドクターの娘であり、家族と共にキャッツキルで夏を過ごし、「ダーティ・ダンシング」コンテストに参加、少女時代はベイビーと呼ばれていた。1980年、バーグスタインはマイケル・ダグラス主演の映画『It's My Turn』の脚本を書いた。しかし映画のプロデューサーになまめかしいダンス・シーンをカットされ、ひどく落胆することになる。彼女は新しい物語に取りかかり、ほとんどダンス一本に絞りこんだ。1984年、MGM役員のアイリーン・ミゼルに原案を提出して気に入られ、バーグスタインとプロデューサーのリンダ・ゴットリーブはチームとなる。彼女らは映画の舞台を1963年に設定、バーグスタイン自身の人生に基づいてベイビーのキャラクターを考え、ジョニーのキャラクターはマイケル・テラスを基に設定した。マイケルは1985年、物語のリサーチで訪れたキャッツキルでバーグスタインが出会ったダンス・インストラクターである。彼女は1985年の11月に脚本を書き上げたが、MGMの経営状態が変わり、脚本はお蔵入りもしくは保留状態となった。バーグスタインは脚本を他のスタジオに持ち込んだが断られ続け、ようやく関心を示したのがセンチュリー・シティに新しくできたスタジオ、ベストロン映画社長のオースティン・フルストだった。ベストロンの副社長ミッチェル・キャノルド自身も子ども時代にキャッツキルで過ごしたことがあり、この脚本に興味を持った。彼と、もう一人の副社長ドリ・ベリンスタインは映画の資金調達を始めることに同意、ふさわしい監督を探すよう求めた。ゴットリーブとバーグスタインが選んだのは、エミール・アルドリーノであった。彼は1983年のドキュメンタリー『He Makes Me Feel Like Dancin'』でアカデミー長編ドキュメンタリー映画賞を受賞していた。アルドリーノは主要作品を監督したことはなかったが、プロジェクトに熱心に取り組み、陪審員義務で隔離されている場所から、自分が最も監督にふさわしいというメッセージを送りさえした。映画は認可され、500万ドルという低い予算が組まれた。当時映画の平均予算は1200万ドルであった。
バーグスタインは振付師にケニー・オルテガを選んだ。オルテガは伝説的ダンサーのジーン・ケリーに鍛えられていた。映画のロケーションとして、キャッツキルに適当な場所を見つけられなかったので、彼らは、ノースカロライナ州レイク・ルアーとバージニア州ロアノークに程近いマウンテン・レイクの、2つの場所を組み合わせ、慎重に編集を行って、すべての撮影が同じエリアで行われたように見せることにした。

### キャスティング
アルドリーノ監督は、演技もできるダンサーにこだわった。彼は、1983年の映画『フラッシュダンス』で採られたような「ダンス吹き替え」方式の適用を望んでいなかった。ヒロインのベイビーことフランシス・ハウスマンに、バーグスタインは26歳のダンサー、ジェニファー・グレイを選んだ。彼女は1972年の映画『キャバレー』でオスカーを獲得した俳優ジョエル・グレイの娘でもあり、父同様、ダンスがうまかった。主演男優にと最初に彼らが考えたのは、20歳のビリー・ゼインだった。当初ジョニー役は浅黒いエキゾチックなイタリア人という設定になっており、この意味でゼインの外見はぴったりだったが、グレイと組んでダンスのテストをしてもしっくりしなかった。次に考慮されたのが34歳のパトリック・スウェイジで、『アウトサイダー』やグレイと共演した『若き勇者たち』での演技が目に留まったのだった。スウェイジはジョフリー・バレエ団出身でダンス経験も豊富だった。プロデューサーらはスウェイジを希望したが、彼のマネージャーはこの案に反対した。脚本を読んだスウェイジがジョニーの多面的性格を気に入り、ジョニーの設定はイタリア系からアイルランド系に変更された。グレイはこの選択を歓迎しなかったが、これは『若き勇者たち』撮影の際、スウェイジとうまくいかなかったからである。しかし実際に二人が会ってダンスのスクリーン・テストにこぎつけると、その相性の良さは明らかであった。バーグスタインは「息をのむようだった」と表現している。
他に、ベイビーの父で医師のジェイク・ハウスマン役にブロードウェイ俳優のジェリー・オーバックが、ベイビーの姉リサ・ハウスマン役にはジェーン・ブラッカーが選ばれた。バーグスタインはまたシュマッカー夫人役に、友人でセックス・セラピストの医師ルース・ウェストハイマーを、その夫役にジョエル・グレイを振り当てようとした。しかしシュマッカー夫人がクレプトマニア患者役であることを知ってウェストハイマーは手を引き、代わりに79歳のポーラ・トルーマンに役が振られ、ジョエル・グレイもキャスティングから外された。ニューヨークのラジオ・パーソナリティで友人のブルース・モローを、バーグスタインは最初、ソーシャル・ディレクター役に振り当てようとしたが、後でマジシャン役を依頼している。ソーシャル・ディレクターの役は、当時無名のウェイン・ナイト（のちに『となりのサインフェルド』や『3rd Rock from the Sun』で有名になった）に振り当てられた。ベイビーの母役は、始めリン・リプトンに決定しており、冒頭ハウスマン一家がケラーマンのリゾートに到着する場面で、リプトンが前の座席に座っているのが数秒映っているが、金髪が確認できる程度である。リプトンは撮影開始直後に病気になり、性欲豊かなリゾート客ヴィヴィアン・プレスマン役がすでに決定していたケリー・ビショップに役が回った。ビショップがハウスマン夫人の役に移って、映画の振付アシスタントだったミランダ・ギャリソンがヴィヴィアン役を演じた。

### 撮影

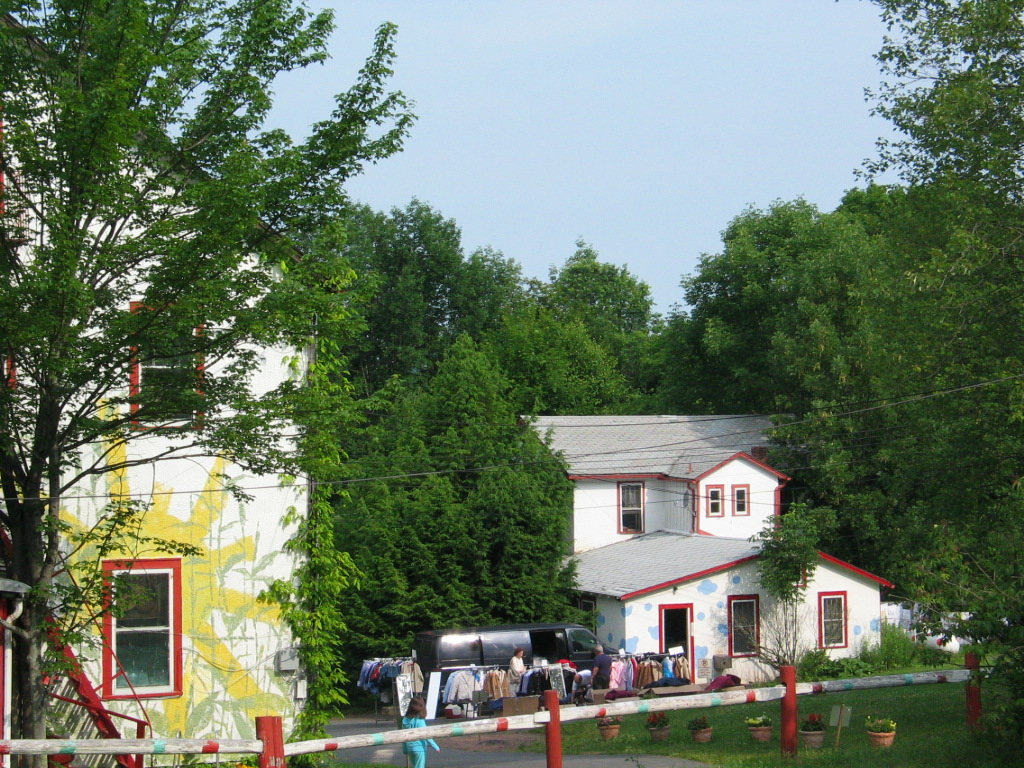
キャッツキル山地における典型的なファミリー・リゾート地

既に夏は終りに近づいており、リハーサルに2週間、撮影には44日しか充てられないという過密スケジュールだった。キャストはバージニア州ペンブロークのマウンテン・レイク・リゾートのホテルに宿泊し、急いでリハーサルを済ませると、ジャック・ウェストンなど踊らないキャストも含めて、ほとんど全キャストが出演するディスコ・パーティーの撮影に入った。ダンスと酒はほとんどノンストップで続き、この環境の中、主役のグレイとスウェイジは、役柄に合わせたキャラクターを身につけ始めた。バーグスタインはこれを基に、俳優たちが自分たちの感覚に任せてアドリブで演じるのを奨励した。彼女はまたセクシュアルな緊張感を生み出すため、ダンスのステップがいかに親密で「挑発的」でも、ダンサーは全員半年間、他のどんな種類の身体的接触をも避けなければならない、と宣言した。
撮影は1986年9月5日にスタートしたが、降雨だったりうだるような暑さだったりの天候に悩まされた。外気温が41°Cまでになった上に、撮影に要したカメラや照明のために、内部の温度は 49°C 程になったこともあった。振付師のケニー・オルテガによれば、20分間の撮影で10人が気絶した日もあったという。年長のポーラ・トルーマンは卒倒し、地元の緊急治療室に運びこまれて脱水症状の治療を受けた。パトリック・スウェイジもまた病院へ行く羽目になった。スタントマンは必要ないと主張し、「バランス」の場面で繰り返し丸太から落下した結果、膝をひどく痛め、腫れから体液を抜かねばならなくなった。
撮影が遅れて秋に食い込むことになったため、美術担当は秋の葉を緑にペイント・スプレーして凌いだ。気まぐれな天気は正反対の方向に傾き、息苦しいほどの暑さから急激に下がって、気温は4°Cになった。その結果、有名な水泳シーンは10月の非常に寒い環境下で撮影された。スタッフは温かいコート、手袋、ブーツを身に着けていたが、スウェイジとグレイは夏の軽装で、繰り返し冷たい水に飛び込んだ。その楽天的な性格にかかわらず、グレイはのちに水が「ものすごく」冷たかったと述べ、もし「若くてハングリー」でなかったなら湖に飛び込まなかったかもしれないと言っている。
2人の主役の関係は、撮影を通じて変化していった。前の共演作『若き勇者たち』で、既に彼らはいがみ合っていた。スクリーン・テストを受けた時には、非常にポジティブに事は運んだが、最初の協力体制はすぐに消え、あらゆるシーンの前に「対決する」ようになった。制作スタッフの間では、主役2人の敵愾心のせいで、ラブシーンの撮影が失敗するのではないか、という懸念が生まれていた。この問題の解決に向け、プロデューサーのバーグスタインとアルドリーノ監督は、最初の「息をのむような」相性だったスクリーン・テストを、もう一度見るよう主役2人に命じた。これが望ましい効果を得て、スウェイジとグレイはエネルギーと熱意をもって、再び撮影に取り組むことができた。
アルドリーノ監督はアドリブ演技を推奨し、俳優が「脚本外」の演技を行ってもカメラを回し続けることがよくあった。その一例として、グレイがスウェイジに背を向けて、その前に立っているシーンが挙げられる。この場面で、グレイの腕はスウェイジの頭の後ろに回され、彼は指をグレイの腕に這わせている。同じポーズが、映画のポスターにも採用された。真剣で愛情のこもった場面として描かれたのだが、グレイは消耗しきっており、動きが微妙で、スウェイジが試みるたびにくすくす笑ってしまい、アルドリーノが何度撮り直しをしても、止めることができなかった。スウェイジは早くこのシーンを撮り終わりたくてうずうずし、グレイの振る舞いに腹を立てていた。しかしプロデューサーは撮り続けるよう求め、グレイのくすくす笑いとスウェイジのいらいらした表情を、そのまま映画に採用した。結果としてこの場面は映画の中でも最も有名になり、振付師ケニー・オルテガは「映画の中でも最もデリケートで正直な瞬間」の1つだとした。

### 撮影後の編集制作
撮影は1986年10月27日、予算も期間も予定通りに完了した。しかし撮影チームの誰ひとり、ラフ・カット版が気に入らず、ベストロン社の役員は映画興行が失敗するだろうと考えていた。試写を見た人々の39パーセントは、堕胎がサブ・プロットであるとは理解しなかった。1987年5月、プロデューサーのアーロン・ルッソが試写を見た。ベストロン社重役のミッチェル・キャノルドによれば、最後まで見終わったルッソは、「ネガを燃やして、保険を集めろ」と言っただけだったという。
さらに、スポンサー会社が映画を宣伝するかどうかでまた論争が起きた。ニキビ用製品クレアラシルの発売元は、この映画を、広告ターゲットである10代の若者に向けた情報媒体とみなしていた。しかし映画に中絶シーンが含まれることを知ると、その部分をカットするように求めた。バーグスタインが拒絶すると、クレアラシルはプロモーションを降りた。そこでベストロンが自社で映画をプロモートし、1987年8月16日を公開初日と設定した。ベストロン社重役は、週末の劇場で映画を封切る計画を立て、次いでそれをまっすぐホームビデオ部に送った。ベストロン社は映画作製に携わる以前は、ビデオ配給業務を扱っていたからである。この時点で、どれほど多くの人々がこの映画を好まなかったかを考え、プロデューサーのゴットリーブは当時の心情を、「封切りの時に『もし』人々が私をどやしつけなかったなら、わたしはひたすら感謝しただけだったろう」と語っている。

## 評価
映画が公開された1987年8月16日付けの『ニューヨーク・タイムズ』批評欄は、「ダーティ・ダンシングの純粋なビートが心を揺さぶる Dirty Dancing Rocks to an Innocent Beat.」という見出しを載せた。『タイムズ』の批評家は映画を「1963年夏のアメリカのメタファー - 規律正しく、裕福で、良識にあふれた、一種のユダヤ風キャメロット」と呼んだ。他の評価は、さまざまに別れた。ジーン・シスケルは、ジェニファー・グレイの演技やキャラクターの成長が気に入り、映画を「悪くない marginal Thumbs Up」と評したが、ロジャー・イーバートは「プロットがばかばかしい」から「だめだ Thumbs Down」と言い、「異なる背景を持つ子ども同士の、たいくつで、簡単に先が読める愛の物語」だとした。『タイム』誌はあまり熱意を示さず、「エリノア・バーグスタインの脚本が、もし最後もっと手際良く感動的であれば、映画の歌やダンスの持つラフなエネルギーが見る者を感動させ、分別のささやく疑いをやり過ごさせただろう。」と評した。
批評記事には関係なく、映画は、予想されていたような10代ではなく、大人の観客を引きつけ、彼らに「再度観る価値あり」と高く評価された。
多くの観客が、映画を一度見た後、二度目を観るために本当に劇場に戻った。口コミにより映画は全米1位となり、10日で1,000万ドルの記録を突破した。11月までには国際的な評価も得て、封切り7か月以内に6,300万ドルを売り上げ、アメリカ中にダンス・ブームをもたらした。
『ダーティ・ダンシング』は1987年の映画のうち、最高益を生みだしたものの1つとなり、世界で1億7,000万ドルの利益を上げた。
映画の支持率は、封切りののちも上昇し続けた。1988年のレンタル率は1位となり、映画ビデオとしては初めて100万部を売り上げた。オリジナルの封切りから10年後の1997年に、映画が再公開された時には、パトリック・スウェイジがハリウッド・ウォーク・オブ・フェームに自身の星を彫られ、ビデオの売り上げも月に40,000部以上を保っていた。2005年の段階でDVDは年に100万部、2007年の段階で1,000万部以上を売り上げている。
英国のスカイ・ムービーによる2007年5月の調査では、『ダーティ・ダンシング』は「最も女性が観た映画」1位に輝き、『スター・ウォーズ』三部作や『グリース』、『サウンド・オブ・ミュージック』、『プリティ・ウーマン』より上位にランク付けされた。その人気ぶりから、「女の子のための『スター・ウォーズ』」と呼ばれるようにもなった。英国の『デイリー・メール』誌2008年4月の記事で『ダーティ・ダンシング』は、ベイビーのセリフ「この部屋を出たら、これからの人生、あなたと一緒だった時のような思いは2度とないと思うと怖い I'm scared of walking out of this room and never feeling the rest of my whole life the way I feel when I'm with you.」など「これまでに最も引用された恋愛映画」1位にランク付けされた。映画の音楽もまたかなりの影響力があった。エンディング・テーマ「(I've Had) The Time of My Life」は、英国で「最も葬式で流されたポピュラー・ソング」3位に挙げられた。

### 受賞歴
- （受賞）第60回アカデミー歌曲賞
- 第44回ゴールデングローブ賞[39]
  - （受賞）主題歌賞[40]

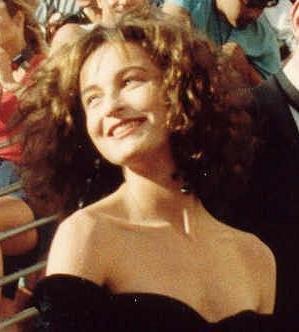
ジェニファー・グレイ、第60回アカデミー賞にて

  - （ノミネート）作品賞 (ミュージカル・コメディ部門)
  - （ノミネート）主演男優賞 (ミュージカル・コメディ部門)
  - （ノミネート）主演女優賞 (ミュージカル・コメディ部門)
- グラミー賞
  - （受賞）最優秀ポップパフォーマンス賞デュオ/グループ[41]
  - （ノミネート）映画・テレビサウンドトラック部門[40]
- アメリカン・フィルム・インスティチュート「AFIアメリカ映画100年シリーズ」
  - 情熱的な映画ベスト100 第93位[42]
  - アメリカ映画主題歌ベスト100 第86位 "(I've Had) The Time of My Life"[43]
  - アメリカ映画の名セリフベスト100 第98位　「誰もベイビーを離したりしないさ 」[44]

## 音楽
ダンスのリハーサルや映画のいくつかのシーンには、バーグスタインが個人的に集めていたグラモフォン・レコードの音楽が使われた。映画に音楽をあてる時期になると、ベストロン社はジミー・アイナーを音楽監督に任命した。アイナーは、過去にジョン・レノンやスリー・ドッグ・ナイトの歌やアルバムをプロデュースしたこともある人物で、映画撮影時に使われた音楽にこだわり、バーグスタインが集めていた歌の使用ライセンスを取った。彼はまた、新曲『She's Like the Wind』を歌うようパトリック・スウェイジに協力を求めた。スウェイジは数年前ステイシー・ウィデリッツと共に、1984年の映画『Grandview, U.S.A.』で使用するためにこの曲を製作していたのである。
映画の背景音楽は、ジョン・モリスが作曲した。ケラーマンの発表会シーンの歌の歌詞は映画のために書き下ろされたが、よく母校を象徴する歌とされる「アニー・ライル」もまた歌われた。
ケニー・オルテガとアシスタントのミランダ・ギャリソンは、それぞれすべてのテープを聞き、フィナーレの曲を選んだ。その中で最後に聞いた曲『The Time of My Life』がイメージにぴったりだったとオルテガは語っている。それからビル・メドレーとジェニファー・ウォーンズによる録音が行われたとアイナーは説明している。『The Time of My Life』は1988年のグラミー賞 最優秀デュエット賞、アカデミー歌曲賞、ゴールデングローブ賞 主題歌賞を獲得した。
エリック・カルメンなどが参加した映画のサウンドトラックは、オールディーズのリバイバル集となり、その売り上げはRCAレコード社をも驚愕させた。フランク・プリヴァイトによると、シングルが発売される前ですでに、100万枚の追加注文があったという。
サウンドトラック・アルバム『Dirty Dancing』は、Billboard 200のアルバム売上で、18週間も販売数1位を維持、11回プラチナディスクとなり、世界中で3,200万部以上を売り上げた。1988年2月に発売された2枚目のアルバム『More Dirty Dancing 』も、何度かプラチナアルバムを獲得した。
アルバムからの曲でチャート入りしたものを以下に示す:
- (I've Had) The Time of My Life、ビル・メドレー&ジェニファー・ウォーンズ歌唱、フランク・プリヴァイト、ジョン・デニコラ、ドナルド・マーコウィッツ作曲 - ポップ・チャート第1位[50]
- She's Like the Wind、主演パトリック・スウェイジ歌唱、リー&ステイシー・ウィルデリッツ作曲 - 1988年、最高第3位
- Hungry Eyes、エリック・カルメン歌唱、フランク・プリヴァイト、ジョン・デニコラ作曲 - 1988年、最高第4位
- Yes、メリー・クレイトン歌唱、ニール・キャヴァナ、テリー・フライヤー、トム・グラフ作曲 - 1988年、最高第45位

この映画によりオールディーズの人気が再燃し、コントゥアズはシングル『Do You Love Me』を再び出版した。この曲は映画で使用されたにも関わらず、最初のサウンドトラック・アルバムには含まれず、2枚目のサウンドトラック・アルバムに含まれた。1962年に第3位となっていたこの曲は再出版でまた大ヒットして最高第11位となった。

## 影響
1990年代にグレイは鼻形成術を受けたため、もはやベイビーのキャラクターとはかけ離れてしまった。『ダーティ・ダンシング』以降彼女は当たり役がない。
興行収入で大成功をおさめたにも関わらず、ヴェストロン・ピクチャーズは資金不足に陥った。1990年、親会社のヴェストロン・ビデオは破産し、1991年1月、2,600万ドルでライヴ・エンタテイメントに買収された。現在『ダーティ・ダンシング』の権利は2003年にアーティザン・エンタテイメントを買収したライオンズゲートが所有している。
映画撮影時にはすでにブロードウエイ俳優として成功をおさめていたオーバックは、その後も1991年のディズニー映画『美女と野獣』の燭台ルミエールの声、1992年から亡くなる2004年まで出演し続けた犯罪ドラマ『ロー&オーダー』のレニー・ブリスコー役など様々な分野で活躍した。
振付師のオルテガは1992年の映画『ニュージーズ』、2006年開始の『ハイスクール・ミュージカル』シリーズなど著名な作品で振付を行なった。また『ダーティ・ダンシング』に出演していたケリー・ビショップが主演した『ギルモア・ガールズ』のいくつかのエピソードなど、映画やテレビの監督としても活躍している。
ノースカロライナ州レイク・ルーアではア・ルーア・ダンサーズによるダーティ・ダンシング・レビュー、挿入歌『Stay』のソウル歌手モーリス・ウイリアムズ、ビリー・スコット・アンド・ザ・プロフェッツなどが登場するダーティ・ダンシング・フェスティバルが毎年開催される。
夏季の間、ケラーマンのホテルの舞台となったバージニア州ペンブロークにあるマウンテン・レイク・ロッジは月に一度「ダーティ・ダンシング・ウイークエンド」を開催している。
『ダーティ・ダンシング』の台詞やシーンはポピュラー・カルチャーに取り入れられている。ジョニーの台詞「誰もベイビーを離したりしないさ（Nobody puts Baby in a corner.）」は『ヴェロニカ・マーズ』第2シーズン29話『Nobody Puts Baby in a Corner 』（邦題『反省ノート』）、フォール・アウト・ボーイの曲など、題名や歌詞として取り入れられている。またドラマ『スーパーナチュラル』ではディーン（ジェンセン・アクレス）が大事なインパラと弟のサム（ジャレッド・パダレッキ）のことを心配し、スウェイジの映画から「Nobody puts Baby in a corner.」「Swayze always gets a pass.」と語る。またウエブコミック『Looking for Group』でパロディ化され、リチャードが自分の名前を含めてこの台詞を語る。『ファミリー・ガイ』ではベイビーの両親が娘の若さからジョニーを責めるパロディを製作した。フェミニスト芸術団体シスター・オブ・ジャムはスウェーデンのウメオ・バス・スクエアとカールスタード大学に白いネオンで「Nobody puts Baby in a corner」の看板を掲げた。
『ファミリー・ガイ』では他にジョニーが踊っているところをベイビーが初めて見るシーンをパロディ化した。『ママと恋に落ちるまで』ではバーニー・スティンソン（ニール・パトリック・ハリス）が現実の自分の経験が酷いものであったために『Love Is Strange』のシーンでジョニーを自分に置き換えようとする。
2010年のフランス映画『ハートブレイカー』はオマージュとしてシーンや構想を似せており、主役2人がダンスでリフトを行なうシーンを再現している。
『New Girl / ダサかわ女子と三銃士』第1話でジェス(ズーイー・デシャネル)が失恋後この映画を繰り返し観る。

## 派生作品

### 舞台版
2004年、『ダーティ・ダンシング: クラシック・ストーリー・オン・ステージ』として舞台化された。650万ドルかけてエレノア・バーグステン脚本、オーストラリアのジェイコブスン・エンターテイメントのプロデュースにより、映画と同じ音楽に新曲を数曲追加して製作された。2000年のシドニーオリンピックの作曲家であるチョン・リム演出し、キム・ヴァレンタインがベイビー役、シドニー・ダンス・カンパニーのジョセフ・ブラウンがジョニー役に配役された。評価は賛否両論であったが、6ヶ月公演で20万枚のチケットを売り上げ商業的に成功した。2006年10月23日、ドイツとロンドンのウエスト・エンドのオールドウィッチ劇場で完売し、ロンドン史上最高の前売数となり、600万ポンド（1,200万ドル）をあげた。2011年3月現在、ロンドンで100万人以上が観劇し、前売券が6ヶ月分完売した。2011年7月、オリジナルのウエスト・エンド公演が5年間のロングランの幕を閉じ、2年間の全国ツアーを開始した。2013年7月13日から2014年2月22日までウエスト・エンドのピカディリー劇場に戻り、その後イギリス、アイルランドのツアーを再開した。
2006年、ニューヨーク公演が企画されたが、北アメリカの別の都市で初演された。2007年5月、カナダオンタリオ州トロントでチケット発売初日に200万ドルを売り上げ興行記録を更新した。2007年11月15日、ベイビー役にモニカ・ウエスト、ペニー役にブリタ・ラゼンガ、ジェイク役にアル・サピエンザが配役され、ロイヤル・アレクサンドラ劇場にて全てカナダ人による公演が開始された。トロント公演以降、2008年9月28日にシカゴでプレビュー公演が行われ、10月19日に正式に開幕し、2009年1月17日に閉幕した。その後2009年2月7日から3月15日までボストンとロサンゼルスで上演された。ブロードウエイでの公演は予定されていない。
2014年9月、ワシントンD.C.の国立劇場にて、31都市をめぐる全米ツアーが開始された。8月26日にプレビュー公演が開始され、9月2日に正式に開幕した。

### ツアーおよびテレビ番組
舞台版以外に、1988年、ビル・メドレー、エリック・カルメンが出演する『ダーティ・ダンシング・ライヴ・イン・コンサート』が3ヶ月90都市で行われた。また1988年、CBSで連続ドラマ『Dirty Dancing』が放送されたが、オリジナル・キャストおよびスタッフは参加していない。このドラマは数エピソードが放送されただけで打ち切りとなった。

### リ・イメージ
2004年、映画『ダンシング・ハバナ』が公開された。リメイクでも続編でもなく、10代のアメリカ人がダンスを通して人生を学ぶという似たあらすじであり、1959年のキューバ革命直前にアメリカ人一家がキューバのハバナに移住してきたことから物語が始まる。スウェイジは500万ドルでダンス講師としてカメオ出演している。ちなみにオリジナルの映画の出演料は20万ドルとされている。

### 20周年版
2007年、20周年を記念して未公開シーンを含めた劇場版が公開され、また未公開シーンと作家のコメントを含むDVDが再度出版された。同時にコードマスターズはビデオ・ゲーム版を出版した。イギリスではマウンテン・レイクを舞台に、映画を基にしたリアリティ番組『Dirty Dancing: The Time of Your Life』が放送された。
Channel Fiveではドキュメンタリー『Seriously Dirty Dancing』が放送された。ジャーナリストおよび『ダーティ・ダンシング』中毒を自認するドウン・ポーターの司会であった。このドキュメンタリーは大変成功し、2007年の局のドキュメンタリーでは最高視聴率となった。ポーターは映画のセットを訪れ、他の『ダーティ・ダンシング』マニアたちと会い、ダンスを練習して番組の最後に家族や友人たちの前で踊った。

## リメイク
2011年8月、ライオンズゲートは『ダーティ・ダンシング』をリメイクすることを発表した。『ダーティ・ダンシング』の振付師ケニー・オルテガが監督することを認めた。ライオンズゲートのジョー・ドレク会長は「時代背景を現代に置き換えるのは絶好のタイミングであり、ケニー・オルテガを監督に迎えることを誇りに思う」と語り、この計画について説明した。2009年9月にスウェイジが亡くなり、代役については発表されなかった。ノースカロライナ州西部で連続ドラマ版の撮影の予定が立てられたが、2015年7月29日、この連続ドラマの企画は保留となった。